# Șieuț, Bistrița-Năsăud
Șieuț este satul de reședință al comunei cu același nume din județul Bistrița-Năsăud, Transilvania, România.

## Date geografice

### Așezare
Localitatea Șieuț este situată în nord-estul Depresiunii Transilvaniei, la contactul acesteia cu Munții Călimani, in sud-estul județului Bistrița-Năsăud, la poalele Dealurilor Șieului, pe drumul județean (DJ 154), la  o distanță de 31 km. față de orașul Bistrița și la 28 km. de orașul Reghin. Localitatea este străbătută de valea Șieului.
Satul Șieuț se întinde pe o distanță de 2 Km de-a lungul drumului județean (DJ 154) cu o ramificație spre est, către satul Ruștior pe o lungime de 1 Km.

### Relief
Situată în nord-estul Depresiunii Transilvaniei localitatea Șieuț are un relief colinar unde predomină dealuri cu înălțimi ce nu depășesc 500 m. 

### Flora și fauna
Vegetația este specifică zonei de deal caracterizată de păduri de fag și conifere, floră spontană și plante medicinale. Fauna este reprezentată de vulpi, iepuri, fazan, căprior, mistreț, lup, jder, dihor

## Istoric
În urma investigațiilor arheologice s-au descoperit pe teritoriul satului Șieuț urme de locuire din epoca bronzului. De asemenea, în satele  vecine, Sebiș și Ruștior s-au găsit vestigii datând din epoca fierului. Sunt numeroase și descoperirile aparținând epocii dacice și epocii romane.
Primele documente care vorbesc despre acest teritoriu apar în secolul al XII-lea în anul 1228 și 1230 (în anul 1228 Andrei al II-lea, regele ungariei, dăruiește lui “Dionisie” marele vistier, moșia Saplac, confiscată de la baronul Simion. Pe teritoriul acetei moșii se aflau și satele Șieuț, Rustior Sebis și Lunca. În aceste documente se amintește de râul Șieu. În documentele din 13 mai 1319 când Carol Robert, Regele Ungariei restituie magistratului Simion satele și moșiile sale și 28 iulie 1329, dărueiște magistratului “Toma” comitatele de Arad, Baci și Șimleu, mai multe moșii din Transilvania, găsim atestate satele Șieul Mare(Nagy-Sojo), Sebiș (Sebișul de sus) și Lunca. Acest lucru dovedește existența satului Șieuț, fiindcă altfel nu trebuia determinat satul Șieu, cu adjectivul “mare”.
În sec. XIII – XIV aceste sate, din punct de vedere al organizării bisericești, aparțineau de decanatul din Reghin, în cadrul arhidiaconatului din Ozd. Din punct de vedere administrativ și patrimonial ele aparțineau familiei “Tomaj de Losoncz” din care familie Ladislau de Losoncz, devine Voievodul Transilvaniei. Din sec. XIV, satul Lunca, apare atestat sub numele de “Fris”. Probabil că satul a fost numit după pârâul pe care a fost așezat și care străbate satul, pârâul “Fris”, adică “Rece”. Această ipoteză este sprijinită și de alte fapte: pe de o parte de-a lungul hotarului comun între satele Lunca și Sebiș curge pârâul “Recele” și care se varsă tot în Râul Șieu; pe de altă parte, numele maghiar al satului “Friss” coincide cu apelativul “friss” = “proaspăt, rece”. Numele satului “Sebiș” provine de la numele cursului superior al râului Șieu, numit “Sebiș” sau Valea Sebișului sau simplu “Vale” format din apelativul maghiar “Sebes” = “repede, iute”.
Satele vecine Sebiș și Ruștior sunt amintite împreună în documentele vremii din sec. XV. Sub denumirile oficiale maghiare: pentru Sebiș - Sebișul de Sus, (Sajó)Felsősebes (magh.), Oberschebesch (germ.); pentru Ruștior - Sebișul de Jos, Alsósebes (magh. ), Unterschebesch. Satul Ruștior, precum și satele Sebiș și Lunca erau sate iobăgești, în cursul istoriei ele au aparținut mai multor familii nobile. Satul Șieut a avut o altă cale de dezvoltare, aici, sașii s-au menținut până la sfârșitul sec. XVII. Populația săsească în mare parte a fost omorâtă și dispersată de trupele generalului Basta, la începultul sec.XVII. Ultimul preot sas G. Schuller, a părăsit satul distrus de invazia turcă, în anul 1661 și a trecut la Dumitrița. Existența îndelungată a sașilor n-a lăsat nici o urmă în toponomia actuală a satului, ceea ce denotă că sașii au părăsit satul fără o conviețuire prea lunga cu românii.
În primul și cel de al II-lea Război mondial, Șieuț dă o mare jertfă de sânge, numărând 35 de tineri soldați căzuți pe câmpurile de luptă, pentru eliberarea și întregirea neamului. Odată cu ocuparea sovietică apar în Șieuț primele celule comuniste care au forțat colectivizarea în anul 1962, doar în satul Șieuț, celelelte sate rămânând necolectivizate. Revoluția din 1989 spulberă comunismul, făcând loc altei orânduiri, în care locuitorii au trecut legal la repunerea lor în dreptul de proprietate.

## Infrastructura
Satul dispune de alimentare cu apă, este electrificat, există servicii de telefonie, de televiziune prin cablu și internet. Există și un proiect pentru introducerea rețelei de gaz.
Prin localitate trece și calea ferată electrificată Sărățel-Deda, care face parte din magistrala București Nord – Baia Mare.

## Atracții turistice
Șieuț se află într-o zonă în apropierea Munților Călimani, zona fiind de o frumusețe naturală deosebită.